# Josué Teófilo Wilkes
Josué Teófilo Wilkes y Blanco (Buenos Aires, 8 de enero de 1883 – 10 de enero de 1968) fue un compositor, músico, y escritor argentino. 
Nació de padres porteños en Buenos Aires. Estudió en el Conservatorio de Música "Buenos Aires" armonía, contrapunto, fuga y composición con Alberto Williams, violoncello con Marchal y canto con Rinaldi. En 1905 obtuvo en reñido concurso el premio "Europa" de la Academia Nacional de Bellas Artes. Fue becado por cuatro años para ampliar sus estudios en el Viejo Continente. En 1908 visitó Alemania y Francia, y se radicó en San Petersburgo. Allí estudió el despertar de la música rusa manteniendo contacto con los principales compositores de la época. Regresó a Francia e ingresó en la "Schola Cantorum" de París. Fue alumno de Vicent d'Indy. Viajó después por España e Italia para regresar luego a su país y desarrollar su carrera de compositor y escritor.
- Datos: Q5937246